# Alena Vránová
Alena Vránová (née le 30 juillet 1932 à Prague) est une actrice tchécoslovaque, puis tchèque.
Elle est connue pour ses rôles dans les films Hrátky s čertem, Pyšná princezna, Dovolená s Andělem (cs) et dans les séries télévisées Byl jednu jeden dům (cs), Ulice, Vlak dětství a. nadeje (cs), Kde padají hvězdy (cs), Obchoďák (cs) et Svatby v Benátkách (cs).

## Biographie
À l'âge de cinq ans, son père meurt. Elle déménage alors avec sa mère à Radostice en Bohême du Sud et doit se rendre à pied à l'école primaire jusqu'à Ledenice. Après la guerre, sa mère se remarie et la famille, avec ses deux filles, déménage dans le quartier de Braník, à Prague, où Alena, encore enfant, joue pour la première fois au théâtre.
Elle fréquente l'ensemble radiophonique pour enfants Disman (Dismanův rozhlasový dětský soubor (cs)) et joue plusieurs fois en tant qu'invitée dans des rôles pour enfants au Théâtre de Vinohrady. Elle est diplômée de la DAMU en 1949-1953. Après ses études, elle est engagée par le Théâtre de Benešov. Elle reçoit au même moment sa première offre pour un rôle au cinéma dans le film Pyšná princezna.
Pendant le tournage, elle reçoit aussi une offre de Jan Werich, immédiatement après la création de son Divadlo ABC (cs). Elle apparait de même occasionnellement à la télévision tchécoslovaque en tant que présentatrice d'émissions.
Après que le Divadlo ABC a rejoint les Théâtres de la Ville de Prague (Městská divadla pražská (cs)) en 1962, elle y exerce encore durant 30 ans (1962-1992).
En 1997, elle reçoit le prix Thalia pour son rôle dans la pièce d'Arnold Wesker Bouřlivé jaro,.

## Filmographie
| Année | Titre                          | Rôle                          |
| ----- | ------------------------------ | ----------------------------- |
| 1948  | O ševci Matoušovi              | Fillette aux couettes         |
| 1949  | Pan Novák                      | L'amie de Dana                |
| 1952  | Pyšná princezna                | La princesse Krasomila        |
| 1952  | Dovolená s Andělem             | Une enseignante de maternelle |
| 1953  | Severní přístav                | Helena                        |
| 1955  | Hudba z Marsu                  | La secrétaire du directeur    |
| 1956  | Vina Vladimíra Olmera          | Helena                        |
| 1956  | Hrátky s čertem                | La princesse Dišperanda       |
| 1956  | Ztracenci                      | Baruška                       |
| 1956  | Muži v povětří                 | Manka                         |
| 1956  | Sny na neděli                  | Jana                          |
| 1959  | Konec cesty                    | Eva Kostková                  |
| 1960  | Chlap jako hora                | Katka Nováková                |
| 1961  | Magdaléna Dobromila Rettigová  | Lenka                         |
| 1964  | Prípad pre obhájcu             | Magda Formánková              |
| 1964  | Třiatřicet stříbrných křepelek | Jarka Hanáková                |
| 1969  | Trapasy                        |                               |
| 1970  | Svatá hříšnice                 | Irma                          |
| 1971  | Vím, že jsi vrah               | Eva Simonová                  |
| 1973  | Kronika žhavého léta           | Alena Zimová                  |
| 1974  | Růžová sobota                  | L'épouse de Špačková          |
| 1977  | Já to tedy beru, šéfe!         | Myriam Hornová                |
| 1977  | Žena za pultem – 5. díl        | Zinová                        |
| 1978  | Léto s Venuší – 2. díl         | Maříková                      |
| 1978  | Podezřelé okolnosti            | Norma                         |
| 1978  | Já už budu hodný, dědečku!     | Olga Bergnerová               |
| 1979  | Dnes v jednom domě             | Miriam Zezulová               |
| 1980  | Causa Králík                   | Lukášková                     |
| 1984  | Povídky malostranské           | Perálková                     |
| 1985  | Když hraje klarinet            | La reine                      |
| 1988  | Kamarád do deště               | Vlastička                     |
| 1989  | Vlak dětství a naděje          | La greffière Breberová        |
| 1992  | Hurá, žijeme                   | Klappeckeová                  |
| 1994  | Díky za každé nové ráno        | La mère d'Olgy                |
| 1996  | Kde padají hvězdy              | La grand-mère                 |
| 1996  | Poe a vražda krásné dívky      | Phoebe Rogersová              |
| 2002  | Andělská tvář                  | Madame Pinaudová              |
| 2004  | Josef a Ly                     | Une cliente                   |
| 2005  | Náves                          | Jiřina Křepelková             |
| 2006  | Ségry                          | Jiřina Křepelková             |
| 2006  | Krásný čas                     | La mère                       |
| 2006  | Blonďák                        | Jiřina Křepelková             |
| 2006  | Komedianti                     | Jiřina Křepelková             |
| 2006  | Třešňové květy                 | Jiřina Křepelková             |
| 2006  | Hráč                           | Jiřina Křepelková             |
| 2006  | Nepožádáš pastýře svého        | Jiřina Křepelková             |
| 2007  | Vratné lahve                   | La directrice                 |
| 2007  | Kdo hledá, najde               | Tonka                         |
| 2012  | Školní výlet                   |                               |
| 2012  | Život je ples                  |                               |

## Téléfilms
- 1971 : Klícka, comédie télévisée : Blanka Kučerová
- 1971 : Růže a prsten, conte de fées télévisé : la comtesse Rafantová
- 1971 : Mrtvý princ, conte de fées télévisé : une cousine
- 1972 : Bližní na tapetě, série télévisée : la commentatrice (et épisode 11 : Belle mére)
- 1974 : Byl jednou jeden dům, série télévisée : Klára Nerudná
- 1974 : 30 případů majora Zemana, série télévisée : Dáša Krčmová (épisode 3), Vlastička Břízová (épisode 19)
- 1975 : Recepty doktora Kudrny, comédie télévisée : Slávka Lacinová
- 1975 : Chalupáři, série télévisée : Mme Míla
- 1988 : Hodina angličtiny, production télévisée de la pièce de théâtre : Majerová
- 2012 : Obchoďák, série télévisée : Milada Plavcová
- 2014 : Svatby v Benátkách, série télévisée : Eva Krejzová

## Crédit d'auteurs
- (cs) Cet article est partiellement ou en totalité issu de l’article de Wikipédia en tchèque intitulé « Alena Vránová » (voir la liste des auteurs).